# Clásica San Sebastián 2021
Die Clásica San Sebastián 2021 war die 40. Austragung des spanischen Eintagsrennens. Das Rennen fand am 31. Juli statt und war Teil der UCI WorldTour 2021.

## Teilnehmende Mannschaften und Fahrer
Neben 18 UCI WorldTeams standen 7 UCI ProTeams am Start. Für jedes Team starteten sieben Fahrer. Von den 175 Fahrern erreichten 100 Fahrer das Ziel.
Mit Julian Alaphilippe (Deceuninck-Quick-Step), Bauke Mollema (Trek-Segafredo), Adam Yates (Ineos Grenadiers) und Luis León Sánchez (Astana-Premier Tech) standen vier ehemalige Gewinner des Rennens am Start.
Als Favoriten galten der Weltmeister Julian Alaphilippe (Deceuninck-Quick-Step), Bauke Mollema (Trek-Segafredo), Mikel Landa (Bahrain Victorious), Jonas Vingegaard (Jumbo-Visma), Simon Yates (Team BikeExchange), Wilco Kelderman (Bora-Hansgrohe), Adam Yates und Egan Bernal (beide Ineos Grenadiers).

## Streckenführung
Die 223,5 km lange Strecke startete und endete in San Sebastian und führte über die Hügel des spanischen Baskenlandes. Insgesamt standen sechs kategorisierte Anstiege sowie zwei Zwischensprintwertungen auf dem Programm. Der bekannteste Anstieg des Rennens, der Jaizkibel (455 m), wurde als drittletzter Anstieg 61,9 Kilometer vor dem Ziel passiert. Die letzte Steigung wurde 8 Kilometer vor dem Ziel passiert, ehe die Strecke entlang des Playa de La Concha zum Ziel in der Nähe des Rathauses von San Sebastian führte.
|                 | km    | Höhe  | Länge (km) | Ø Steigung | Kategorie | Punkte      |
| --------------- | ----- | ----- | ---------- | ---------- | --------- | ----------- |
| Azkarate        | 63,6  | 340 m | 4,2        | 7,3 %      | 3         | 3, 2, 1     |
| Urraki          | 83,4  | 683 m | 8,6        | 6,9 %      | 2         | 5, 3, 1     |
| Alkiza          | 104,2 | 336 m | 4,4        | 6,2 %      | 3         | 3, 2, 1     |
| Jaizkibel       | 161,6 | 455 m | 7,9        | 5,6 %      | 2         | 5, 3, 1     |
| Hondarribia     | 171,6 |       |            |            | S         |             |
| Erlaitz         | 181   | 443 m | 3,8        | 10,6 %     | 1         | 10, 6, 4, 2 |
| San Sebastian   | 206,3 |       |            |            | S         |             |
| Murgil-Tontorra | 215,5 | 254 m | 2,1        | 10,1 %     | 2         | 5, 3, 1     |

## Rennverlauf
Im Laufe des Rennens bildete sich eine Ausreißergruppe von 13 Fahrern. Auf dem Anstieg zum Jaizkibel setzte sich Javier Romo (Astana-Premier Tech) von seinen Fluchtgefährten ab und führte das Rennen alleine an. Auf der regennassen Abfahrt vom Jaizkibel griff Matej Mohorič (Bahrain Victorious) aus dem Peloton an und schloss zu der ehemaligen Spitzengruppe auf. Das Peloton zerfiel auf der Abfahrt in mehrere Gruppen. Etwa 50 Kilometer vor dem Ziel kam Wilco Kelderman gemeinsam mit seinen Teamkollegen Matteo Fabbro und Giovanni Aleotti (alle Bora-Hansgrohe) zu Sturz und verlor den Anschluss zur Favoritengruppe.
Nachdem die Gruppe um Matej Mohorič gestellt worden war, griff Mikel Landa (Bahrain Victorious) auf dem vorletzten Anstieg gemeinsam mit Simon Carr (EF Education-Nippo) an und schlossen zu dem Spitzenreiter Javier Romo auf. Kurz darauf verschärfte Simon Carr das Tempo erneut und überquerte den Erlaitz als Erster mit einem Vorsprung von 30 Sekunden auf das stark reduzierte Hauptfeld, in das Mikel Landa zurückgefallen war.
Auf der Abfahrt setzte sich Matej Mohorič erneut gemeinsam mit Neilson Powless (EF Education-Nippo), Mikkel Frølich Honoré (Deceuninck-Quick-Step) und Lorenzo Rota (Intermarché-Wanty-Gobert Matériaux) von dem Hauptfeld ab. Das Quartett schloss zu dem Führenden Simon Carr auf und fuhr gemeinsam mit mehr als einer Minute Vorsprung in den letzten Anstieg. Nachdem Simon Carr zurückfiel, griff sein Teamkollege Neilson Powless an, wurde aber noch vor dem Gipfel wieder gestellt.
Auf der nassen Schlussabfahrt verbremste sich Matej Mohorič, was zu einem Sturz von Mikkel Frølich Honoré und Lorenzo Rota führte. Während der Däne wieder zu der Spitze des Rennens aufschließen konnte, fiel Lorenza Rota zurück. Im Zielsprint setzte sich Neilson Powless vor Matej Mohorič und Mikkel Frølich Honoré durch. Den Sprint um Platz fünf gewann Alessandro Covi (UAE Team Emirates) aus der Favoritengruppe.

## Rennergebnis
| Platz | Fahrer                | Nation | Team                               | Zeit                   |
| ----- | --------------------- | ------ | ---------------------------------- | ---------------------- |
| 01.   | Neilson Powless       | USA    | EF Edukation-Nippo                 | 5:34:31 h (40,08 km/h) |
| 02.   | Matej Mohorič         | SLO    | Bahrain Victorious                 | "                      |
| 03.   | Mikkel Frølich Honoré | DEN    | Deceuninck-Quick-Step              | "                      |
| 04.   | Lorenzo Rota          | ITA    | Intermarché-Wanty-Gobert Matériaux | "                      |
| 05.   | Alessandro Covi       | ITA    | UAE Team Emirates                  | + 1:04 min             |
| 06.   | Julian Alaphilippe    | FRA    | Deceuninck-Quick-Step              | "                      |
| 07.   | Odd Christian Eiking  | NOR    | Intermarché-Wanty-Gobert Matériaux | "                      |
| 08.   | Jonas Vingegaard      | DEN    | Jumbo-Visma                        | "                      |
| 09.   | Gianni Moscon         | ITA    | Deceuninck-Quick-Step              | "                      |
| 010.  | Bauke Mollema         | NED    | Trek-Segafredo                     | "                      |

| Fahrer                | Nation      | Team                  | Punkte      |
| Bergwertung           | Bergwertung | Bergwertung           | Bergwertung |
| --------------------- | ----------- | --------------------- | ----------- |
| Simon Carr            | GBR         | EF Edukation-Nippo    | 10          |
| Sprintwertung         |             |                       |             |
| Mikkel Frølich Honoré | DEN         | Deceuninck-Quick-Step | 10          |